# Штауффер-Берн, Карл
Карл Штауффер-Берн (нем. Karl Stauffer-Bern) (2 сентября 1857, Трубшахен, кантон Берн — 24 января 1891, Флоренция) — швейцарский и немецкий художник, график и скульптор.

## Биография
Родился сыном пастора в Берне. Наряду с Ленбахом и Каульбахом, был одним из известнейших в Германии портретистов. В 1887 г. получает государственный заказ на создание для берлинской Национальной галереи портрета писателя Густава Фрейтага. В 1888 году он отправился в Рим, чтобы изучать скульптуру. В 1889 г. Штауффер-Берн бежит с женой швейцарского банкира и политика Эшера Лидией Вельти-Эшер в Италию, где в Пестуме рассчитывает основать «новый храм Искусства». Под нажимом Эшера итальянские власти арестовывают художника, Лидия попадает в психиатрическую лечебницу. После освобождения Штауффер-Берн работает во Флоренции скульптором. В 1891 году кончает жизнь самоубийством, приняв смертельную дозу медикаментов. 

## Образование
Учился в Академии художеств в Мюнхене у Фёдора Дитца и Людвига фон Лёффца.  
Обучался у придворного художника Вернера.   
Затем он изучал гравюру у Питера Халма.  

## Карьера
Работал в Берлине в качестве художника-портретиста.   
Учителем в Берлинской школе для женщин, где его ученицами были Кете Кольвиц, Хедвиг Вайс и Клара Северт. 
Частично осуществил работу над созданием портретной галереи знаменитых современников (портреты К.Мейера, Готфрида Келлера, ряд гравюр). 

## Галерея

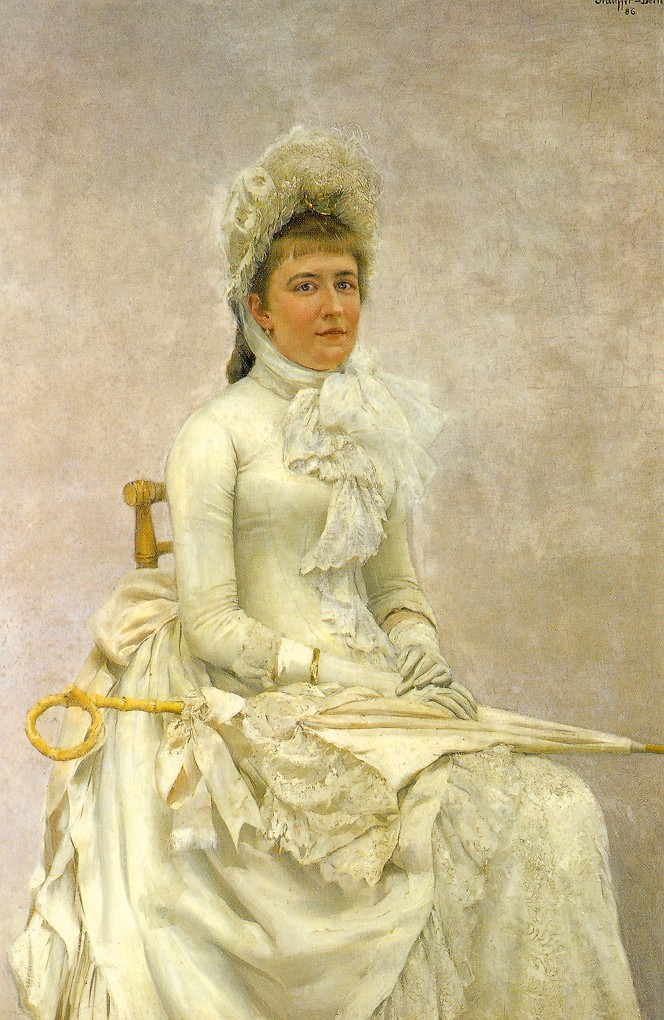
Портрет Лидии Вельти
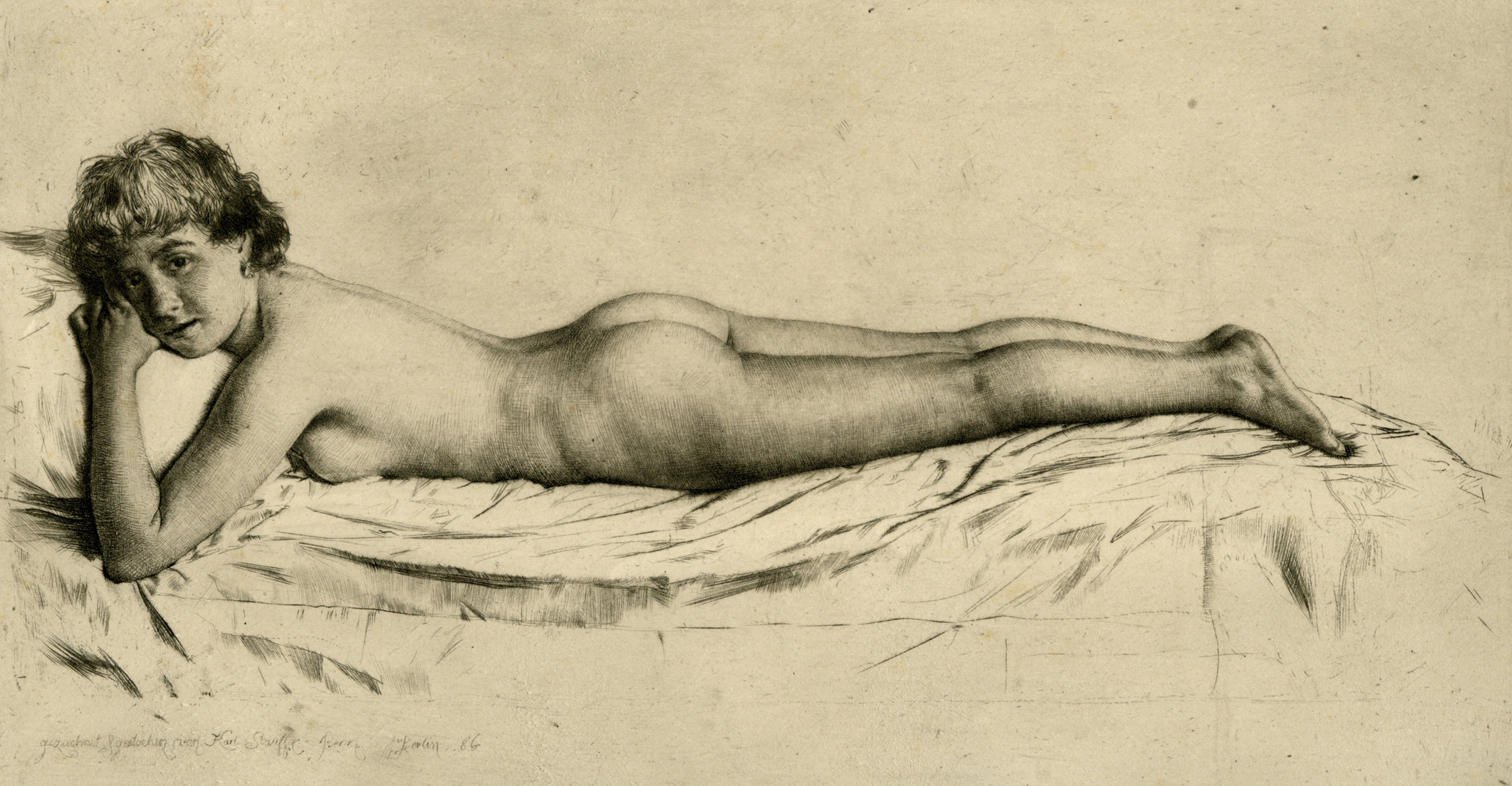
Обнажённая девушка, 1886
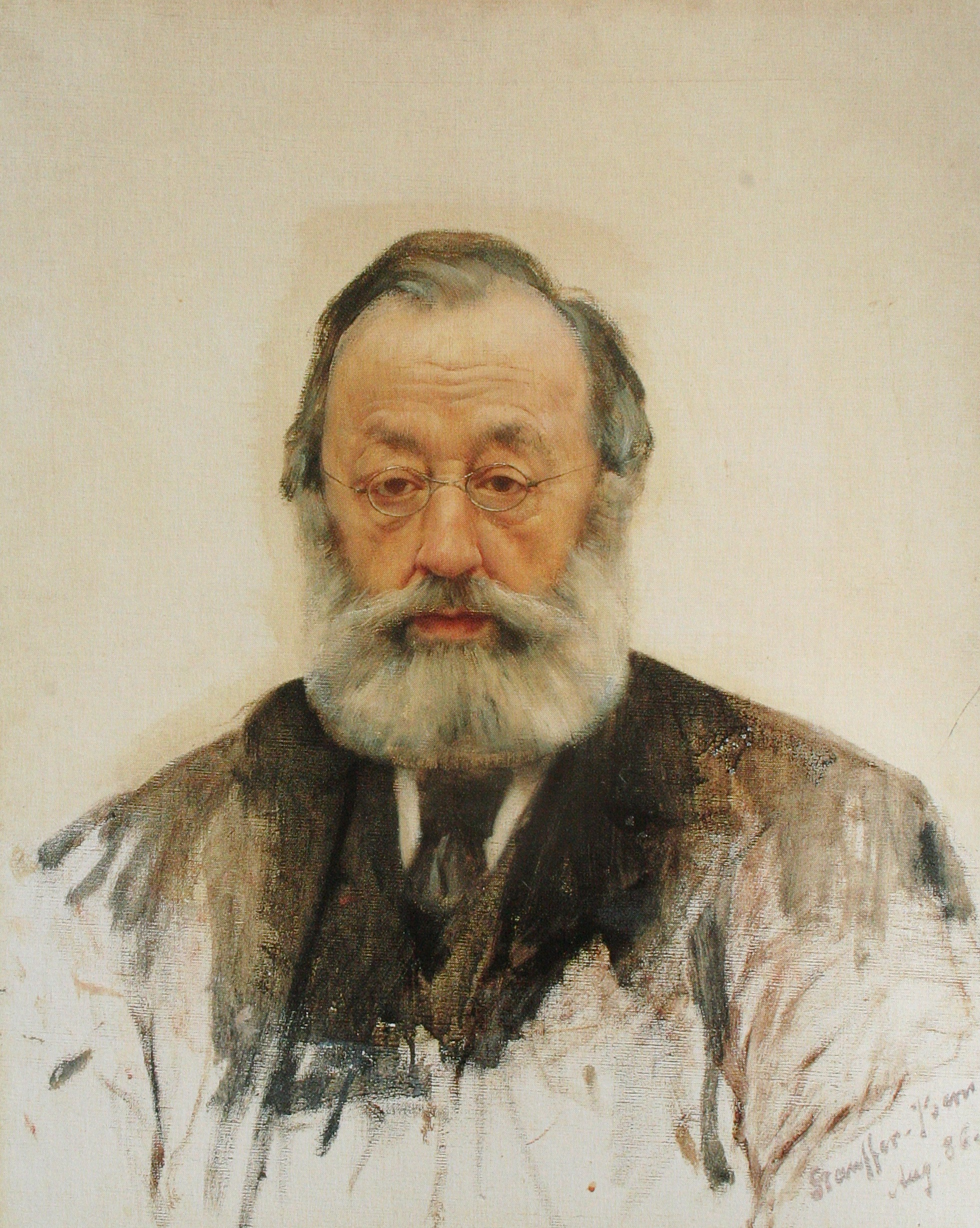
Портрет писателя Готфрида Келлера, 1886
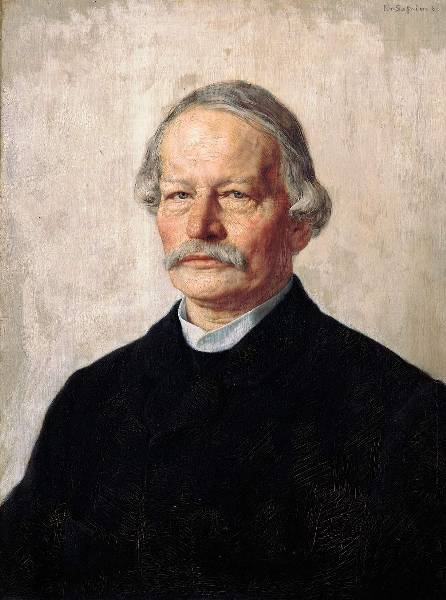
Портрет писателя Густава Фрейтага, 1886–1887